# Danny (chanteur finlandais)
Pour les articles homonymes, voir Danny et Lipsanen.
 Ilkka Johannes Lipsanen dit Danny (né le 24 septembre 1942 à Pori) est un chanteur, entrepreneur et conseiller musical finlandais,,.

## Discographie

### Albums en studio
Ses albums en studio sont:
- Se olla voi toisinkin päin (Scandia 1966)
- Danny (Scandia 1968)
- D (Scandia 1971)
- Käärme (Scandia 1972)
- Mentävä on (Scandia 1973)
- Danny in Beat (Scandia 1974)
- Elämän maku (Scandia 1976)
- Tahdon olla sulle hellä (deux morceaux avec Armi Aavikko, Scandia 1977)
- Danny & Armi (avec Armi Aavikko, Scandia 1978)
- Toinen LP (avec Armi Aavikko, Scandia 1979)
- Ninja (avec Armi Aavikko , M&T Production 1986)
- Elämän sävel (GoldDisc 1988)
- Tämä taivas, tämä maa (avec Aikamiehet, Finnlevy 1992)
- Vielä sä syleilet mua (avec Aikamiehet et Armi Aavikko, Finnlevy 1995)
- Valoa ja energiaa (Finnlevy 1996)
- Taikaa (Finnlevy 1997)
- Nainen (avec Aikamiehet, Edel Music 2002)

### Compilations
Ses compilations sont:
- Danny (1969)
- Dannyn parhaita (1973)
- Danny Story (1977)
- 28 suurhittiä (1988)
- Danny (1988)
- Tahdon olla sulle hellä (Danny et Armi Aavikko 1977–1979, 1991)
- Kesäkatu (1991)
- Dannyn parhaat 1–3 (1996)
- 20 suosikkia – Tuuliviiri (1995)
- Enso 125 vuotta – Special Collection (1997)
- 20 suosikkia – Kuusamo (1997)
- Kaikki parhaat 1–2 (1999)
- Kaikki parhaat 1–4 (1999)
- 20 suosikkia – Amado Mio (2002)
- Tähtisarja – 30 suosikkia – Danny 1–2 (2007)
- Danny – Tähti ja Tähtien tekijä (CD/DVD/livre, 2007)
- Tunteiden Danny (2010)

## Prix et reconnaissance
- Prix Emma, 1995
- Ordre du Lion de Finlande, 1996
- Iskelmä-Finlandia, 2018